# Cazalis (Gironda)
Cazalis è un comune francese di 239 abitanti situato nel dipartimento della Gironda nella regione della Nuova Aquitania.

## Società

### Evoluzione demografica
Abitanti censiti